# Шимраки
Шимраки (хрв. Šimraki) је насељено мјесто у саставу града Самобор, Загребачка жупанија, Хрватска.

## Историја
До територијалне реорганизације у Хрватској били су у саставу старе загребачке приградске општине Самобор.

## Становништво
У попису становништва из 2011. године, Шимраки су имали 5 становника.
| Број становника према пописима | Број становника према пописима | Број становника према пописима | Број становника према пописима | Број становника према пописима | Број становника према пописима | Број становника према пописима | Број становника према пописима | Број становника према пописима | Број становника према пописима | Број становника према пописима | Број становника према пописима | Број становника према пописима | Број становника према пописима | Број становника према пописима | Број становника према пописима |
| ------------------------------ | ------------------------------ | ------------------------------ | ------------------------------ | ------------------------------ | ------------------------------ | ------------------------------ | ------------------------------ | ------------------------------ | ------------------------------ | ------------------------------ | ------------------------------ | ------------------------------ | ------------------------------ | ------------------------------ | ------------------------------ |
| 1857                           | 1869                           | 1880                           | 1890                           | 1900                           | 1910                           | 1921                           | 1931                           | 1948                           | 1953                           | 1961                           | 1971                           | 1981                           | 1991                           | 2001                           | 2011                           |
| 0                              | 0                              | 0                              | 0                              | 0                              | 96                             | 102                            | 100                            | 89                             | 91                             | 70                             | 35                             | 7                              | 6                              | 9                              | 5                              |

Напомена: Излази од 1910. и до 1948. у саставу насеља, а од 1953. као насеље.